# Ilakatra
Ilakatra is een plaats en gemeente in Madagaskar gelegen in het district Vohipeno van de regio Vatovavy-Fitovinany. Er woonden bij de volkstelling in 2001 ongeveer 17.000 mensen.
In de plaats is basisonderwijs en voortgezet onderwijs voor jonge kinderen beschikbaar. 99% van de bevolking is landbouwer. Het belangrijkste gewas is rijst, maar er wordt ook koffie en cassave verbouwd. 1% van de bevolking is werkzaam in de dienstensector.